# Dicranomyia alascaensis
Dicranomyia alascaensis är en tvåvingeart som beskrevs av Alexander 1919. Dicranomyia alascaensis ingår i släktet Dicranomyia och familjen småharkrankar. Inga underarter finns listade i Catalogue of Life.